# Волгоградська АТЕЦ
Волгоградська атомна теплоелектроцентраль (рос. Волгоградская АТЭЦ) — планована атомна електростанція в Росії. Вона мала розташовуватися поблизу міста Волгограда та міста Дубовка Волгоградської області. Хоча планування станції було призупинене, офіційно його ніколи не скасовували. Електростанцію також мали використовувати для централізованого теплопостачання.

## Історія та технічна інформація

### Витоки
На початку 1980-х років Радянський Союз почав планувати атомні електростанції з відбором тепла, які мали забезпечити централізоване теплопостачання великих міст. Окрім Одеської АТЕЦ, планувалися інші проекти в Мінську, Харкові та Волгограді, заплановані Міністерством енергетики та електрифікації. Плани були представлені світові на Генеральній конференції МАГАТЕ в 1981 році.
У 1986 році було підтверджено чотири місця, з яких було обрано місце поблизу міста Дубовка, яке було заплановано ще в 1984 році. Початкові підготовчі та первинні роботи на будівельному майданчику мали розпочатися ще у 1987 році, але через аварію на Чорнобильській АЕС вони були перенесені на 1990 рік, оскільки деякі частини проекту потрібно було переглянути. Однак у 1988 році було оголошено, що плани будівництва атомної електростанції на цьому місці були припинені до розгляду проекту.

### Будівництво
Будівництво станції очікувалося приблизно в 1990 році, але в січні 1988 року планування було призупинено, але не скасовано. Спочатку атомна електростанція мала бути оснащена двома реакторами ВВЕР-1000/320 загальною електричною потужністю 900 МВт разом з 1400 МВт теплової потужності, призначеної для централізованого теплопостачання. Таке поєднання виробництва електроенергії та тепла забезпечувалося спеціально адаптованими турбінами та генераторами, яких мало бути два з потужністю 500 МВт у кожному агрегаті.

### Після 1991 року
Після розпаду СРСР у 1991 році Волгоградський майданчик розглядався як довгострокова можливість для будівництва АЕС, а до 2004 року мало бути забезпечене введення двох реакторів ВВЕР, а до 2009 року — ще двох.

## Інформація про реактори
| Реактор     | Тип реактора  | Продуктивність | Продуктивність | Початок будівництва                               | Підключення до мережі                             | Введення в експлуатацію                           | Закриття |
| Реактор     | Тип реактора  | Нетто          | Брутто         | Початок будівництва                               | Підключення до мережі                             | Введення в експлуатацію                           | Закриття |
| ----------- | ------------- | -------------- | -------------- | ------------------------------------------------- | ------------------------------------------------- | ------------------------------------------------- | -------- |
| Волгоград-1 | ВВЕР-1000/320 | 900 МВт        | 940 МВт        | Планове будівництво припинилося 1 січня 1988 року | Планове будівництво припинилося 1 січня 1988 року | Планове будівництво припинилося 1 січня 1988 року |          |
| Волгоград-2 | ВВЕР-1000/320 | 900 МВт        | 940 МВт        | Планове будівництво припинилося 1 січня 1988 року | Планове будівництво припинилося 1 січня 1988 року | Планове будівництво припинилося 1 січня 1988 року |          |